# Pseudohaje nigra
Pseudohaje nigra (чорна деревна кобра) — вид отруйних змій родини аспідових (Elapidae). Мешкає в Західній Африці.

## Поширення й екологія
Чорні деревні кобри мешкають в Гвінеї, Сьєрра-Леоне, Ліберії, Кот-д'Івуарі, Гані і Того, за деякими свідченнями в Беніні і Нігерії. Вони живуть у вологих рівнинних тропічних лісах, на висоті до 500 м над рівнем моря. Живляться жабами, рибою, птахами і дрібними ссавцями.